# Collonges, Ain
Collonges är en kommun i departementet Ain i regionen Auvergne-Rhône-Alpes i östra Frankrike. Kommunen ligger  i kantonen Collonges som ligger i arrondissementet Gex. Kommunens areal är 16,25 km². År 2022 hade Collonges 2 260 invånare.

## Befolkningsutveckling
Antalet invånare i kommunen Collonges
Referens: INSEE